# 扬·米哈伊·帕切帕
扬·米哈伊·帕切帕（羅馬尼亞語：Ion Mihai Pacepa，1928年10月28日—2021年2月14日）罗马尼亚秘密警察三星上将，1978年7月叛逃美国，获得政治庇护。帕切帕是冷战时期从东欧集团叛逃的级别最高的官员。在叛逃时，帕切帕是罗马尼亚领导人齐奥塞斯库的顾问，主管对外情报工作。帕切帕叛逃美国后，原内务部第一副部长尼古拉·多伊卡鲁被捕受审。

## 外部連結
- Ion Mihai Pacepa[永久] at FrontPage Magazine
- Ion Mihai Pacepa at National Review Online
- Ion Mihai Pacepa at OpinionJournal
- E-book: Red Horizons on Google Books （页面存档备份，存于）